# Artisornis metopias
Artisornis metopias е вид птица от семейство Cisticolidae.

## Разпространение
Видът е разпространен в Мозамбик и Танзания.